# Gangstar: Crime City
Gangstar: Crime City est un jeu vidéo de type GTA-like sorti en 2006 pour téléphones mobiles et développé par Gameloft. Sorti en octobre 2006, il s'agit du premier épisode de la série Gangstar.

## Accueil
- IGN : 7,4/10[1]

- Pocket Gamer : 3,5/5[2]